# ريج ديكسون
ريج ديكسون هو متسابق يخت كندي، ولد في 1 أبريل 1900 في بيتربرة في المملكة المتحدة، وتوفي في 6 ديسمبر 1982 في تورونتو في كندا.

## وصلات خارجية
- ريج ديكسون على موقع أوليمبيديا (الإنجليزية)